# Fan Kibli
Fan Kibli (arab. فان قبلي) – wieś w Syrii, w muhafazie Hama. W 2004 roku liczyła 974 mieszkańców.